# Église Saint-Rupert-et-Saint-Druon de Vasseny
L'église Saint-Rupert-et-Saint-Druon est une église située à Vasseny, en France.

## Description
Dédicace double : saint Rupert de Salzbourg et Druon de Sebourg.

## Localisation
L'église est située sur la commune de Vasseny, dans le département de l'Aisne.

## Historique
Le monument est classé au titre des monuments historiques en 1909.